# Cerapachys fossulatus
Cerapachys fossulatus é uma espécie de formiga do gênero Cerapachys.